# آن أيرلند
آن أيرلند (بالإنجليزية: Ann Ireland)‏ (1953، تورونتو في كندا - 23 أغسطس 2018)؛ كاتِبة وروائية كندية. درست في جامعة كولومبيا البريطانية.